# Nevirapine
Nevirapine (NVP), được bán trên thị trường dưới tên thương mại Viramune cùng một số tên khác, là một loại thuốc dùng để điều trị và ngăn ngừa HIV/AIDS, đặc biệt là HIV-1. Chúng thường được khuyến cáo sử dụng với các thuốc kháng retrovirus khác. Chúng có thể được sử dụng để ngăn ngừa lây lan từ mẹ sang con trong khi sinh nhưng không được khuyến cáo sử dụng với các dạng phơi nhiễm khác. Thuốc này được đưa vào cơ thể qua đường uống.
Các tác dụng phụ thường gặp bao gồm phát ban, đau đầu, buồn nôn, cảm thấy mệt mỏi và các vấn đề về gan. Các vấn đề về gan và phát ban da có thể nghiêm trọng và cần được kiểm tra trong vài tháng đầu điều trị. Chúng có vẻ an toàn để sử dụng trong khi mang thai. Đây là một chất ức chế enzyme sao chép ngược không nucleoside (NNRTI) và hoạt động bằng cách ngăn chặn chức năng phiên mã ngược ở virus.
Nevirapine đã được chấp thuận cho sử dụng y tế tại Hoa Kỳ vào năm 1996. Nó nằm trong danh sách các thuốc thiết yếu của Tổ chức Y tế Thế giới, tức là nhóm các loại thuốc hiệu quả và an toàn nhất cần thiết trong một hệ thống y tế. Chúng có sẵn dưới dạng thuốc gốc. Chi phí bán buôn ở các nước đang phát triển là từ 2,16 đến 16,62 USD mỗi tháng tính đến năm 2014. Tính đến năm 2015, chi phí cho một tháng thuốc điển hình ở Hoa Kỳ là hơn 200 USD.